# 東秩父村
東秩父村（日语：／ Higashichichibu mura */?）是日本埼玉縣西部的村，人口約3,600人，是埼玉縣内唯一的村。村內沒有任何鐵路通過。